# 8378 Sweeney
8378 Sweeney eller 1992 SN1 är en asteroid i huvudbältet som upptäcktes 23 september 1992 av den amerikanske astronomen Eleanor F. Helin vid Palomar-observatoriet. Den är uppkallad efter Donal F. Sweeney.
Asteroiden har en diameter på ungefär 8 kilometer.